# Суфчин (Мазовецьке воєводство)
Суфчин (пол. Sufczyn) — село в Польщі, у гміні Колбель Отвоцького повіту Мазовецького воєводства.
Населення — 323 особи (2011).
У 1975-1998 роках село належало до Седлецького воєводства.

## Демографія
Демографічна структура станом на 31 березня 2011 року:
|          | Загалом | Допрацездатний вік | Працездатний вік | Постпрацездатний вік |
| -------- | ------- | ------------------ | ---------------- | -------------------- |
| Чоловіки | 157     | 21                 | 111              | 25                   |
| Жінки    | 166     | 42                 | 87               | 37                   |
| Разом    | 323     | 63                 | 198              | 62                   |